# Hujšanje
Hujšanje je zmanjšanje telesne mase zaradi izgube tekočine, telesne maščobe ali maščobnega tkiva. Lahko se zgodi nenamerno, zaradi bolezni, lahko pa shujšamo tudi z zavestnim naporom, da bi izboljšali trenutno stanje debelosti oziroma prekomerne teže.

## Nenamerno hujšanje
Neprimerno zdravljenje sladkorne bolezni tipa 1 povzroči prekomerno količino glukoze in nezadostno količino inzulina v krvnem obtoku. To sproži sproščanje trigliceridov iz maščobnega tkiva in razgradnjo aminokislin v mišičnem tkivu. Kar povzroči tako pomanjkanje telesne mase, kakor tudi mišičnega tkiva, posledica česar je znatno zmanjšanje celotne telesne teže. Vendar pa v večini primerov sladkorne bolezni tipa 1, bolezen prej preide v akutno fazo, preden bi pacienti imeli čas shujšati. Tudi okužba z virusom HIV lahko povzroči izgubo telesne teže, saj se spremeni presnova. Hormonske motnje, kot so prekomernega delovanja žleze ščitnice (hipertiroze), se tudi lahko kažejo kot izguba telesne mase. 

## Namerno hujšanje
Namerno hujšanje pomeni izgubo celotne telesne mase v prizadevanjih za izboljšanje zdravja, fizične pripravljenosti in/ali videza. Terapevtsko hujšanje, pri osebah, ki imajo prekomerno telesno težo lahko zmanjša verjetnost razvoja bolezni, kot so sladkorna bolezen, bolezni srca, visok krvni tlak, možganska kap, osteoartritis in določene vrste raka. Izguba teže se pojavi, ko je posameznik v stanju negativne energetske bilance. Ko telo porabi več energije (tj. na primer pri delu), kot jo dobiva (to je od hrane ali drugih prehranskih dopolnil) začne izrabljati shranjene rezerve iz maščobnih zalog ali mišic, kar postopoma vodi k izgubi teže. Nič nenavadnega ni za nekatere ljudi, ki imajo trenutno idealno telesno težo, da poskušajo dodatno izgubiti telesno maso, da bi izboljšali športne dosežke, in/ali da dosežejo zahtevano težo za razvrstitev oziroma udeležbo v določenem športu. Vendar pa mnogi drugi hujšajo, da bi dosegli bolj privlačno telesno podobo. Posledično je tako hujšanje povezano z zdravstvenimi tveganji, kot so težave pri boju z okužbami, osteoporozo, zmanjšana mišična moč, težavami z urejanjem telesnem temperature in celo povečanim tveganjem za smrt. 

## Terapevtske tehnike hujšanja
Zdravniki najbolj pogosto priporočajo prilagoditve vzorcev prehranjevanja in povečano telesno aktivnost.
Včasih pa zdravniki predpišejo tudi posebna zdravila ali dodatke k prehrani, ki zmanjšajo apetit, onemogočijo absorpcijo maščob iz hrane in/ali zmanjšajo prostornino želodca. Tudi zeleni čaj je pogosto priporočan kot pripomoček za izgubo teže.
Končno lahko zdravnik priporoča tudi operacijo, pri kateri se umetno zmanjša prostornina želodca.

## Hujšanje s postom
Zelo pogost način diete je popoln post, ki traja več kot 12 ur. Želen rezultat je, da začne telo uporabljati maščobe kot vir energije. Vendar telo običajno reagira tako, da ohrani maščobne zaloge in začne kot vir energije uporabljati mišično tkivo. Tak način je zato zelo slaba pot k znižanju telesne mase. Telo poizkuša med postom znižati porabo energije na minimum, zato se večina ljudi med postom počuti slabotne, poraba energije pa ni tako velika kot pričakujemo. Po koncu posta, ko se začnemo prehranjevati po starih navadah pa se v večini primerov zgodi, da pridemo nazaj na staro težo ali pa pridobimo še kakšen kilogram več. Telo se namreč "boji" novega obdobja brez hrane in skuša shraniti kar se da veliko v zaloge - kar je ravno nasprotje od cilja posta.